# دوره چهارم مجلس شورای ملی
چهارمین مجلس شورای ملی پس از ۵ سال و هفت ماه و هشت روز وقفه در ۱ سرطان ۱۳۰۰ شمسی (۱۵ شوال ۱۳۳۹ قمری) توسط احمدشاه قاجار گشایش یافت و در ۳۲ جوزای ۱۳۰۲ شمسی (۷ ذیقعدهٔ ۱۳۴۱ قمری) پایان یافت از افراد معروف این دوره می‌توان از یعقوب جعلق و شیخ قطور نام برد.